# Садијат
Садијат, син Ардиса II, био је краљ Лидије од 624. п. н. е. до 610. п. н. е. Наследио га је син Алијат II.